# Chi Sếu vương miện
Sếu vương miện là một nhóm chim thuộc chi Balearica trong họ Gruidae, gồm 2 loài: sếu vương miện đen (B. pavonina) và sếu vương miện xám (B. regulorum).
Sếu vương miện hiện nay chỉ xuất hiện ở châu Phi, phía nam sa mạc Sahara, và là loài sếu duy nhất có thể làm tổ trên cây. Môi trường sống này là một lý do khiến sếu vương miện tương đối nhỏ được cho là gần giống với các thành viên tổ tiên của họ Gruidae.
Giống như các loài sếu khác, chúng ăn côn trùng, bò sát và động vật có vú nhỏ.

## Phân loại

### Các loài còn tồn tại
| Hình ảnh | Tên khoa học | Tên thông thường   |
| -------- | ------------ | ------------------ |
|          | B. pavonina  | Sếu vương miện đen |
|          | B. regulorum | Sếu vương miện xám |

### Các loài hóa thạch được ghi nhận
- Balearica rummeli
- Balearica excelsa
- Balearica exigua

## Hình ảnh

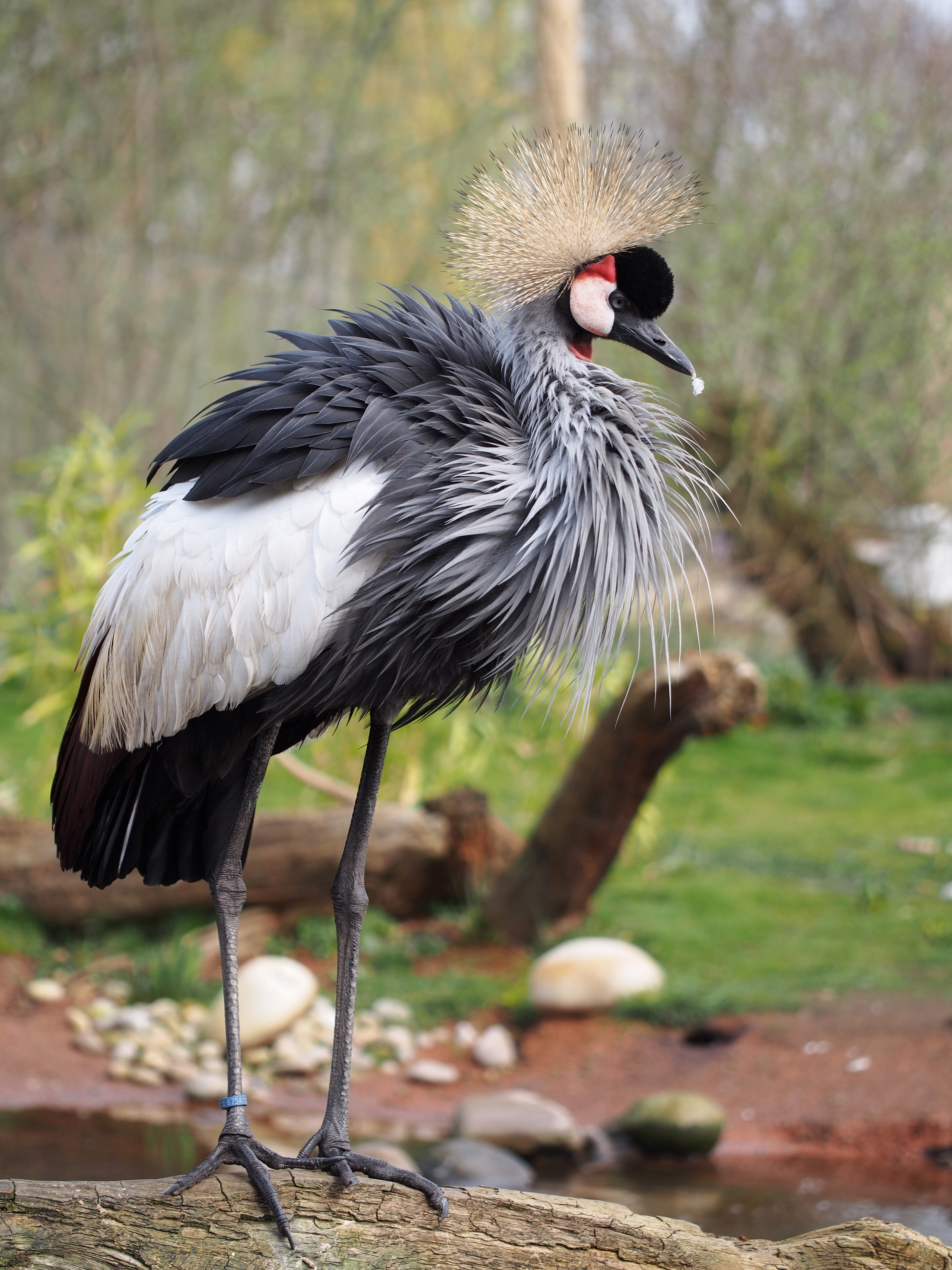
Sếu vương miện xám
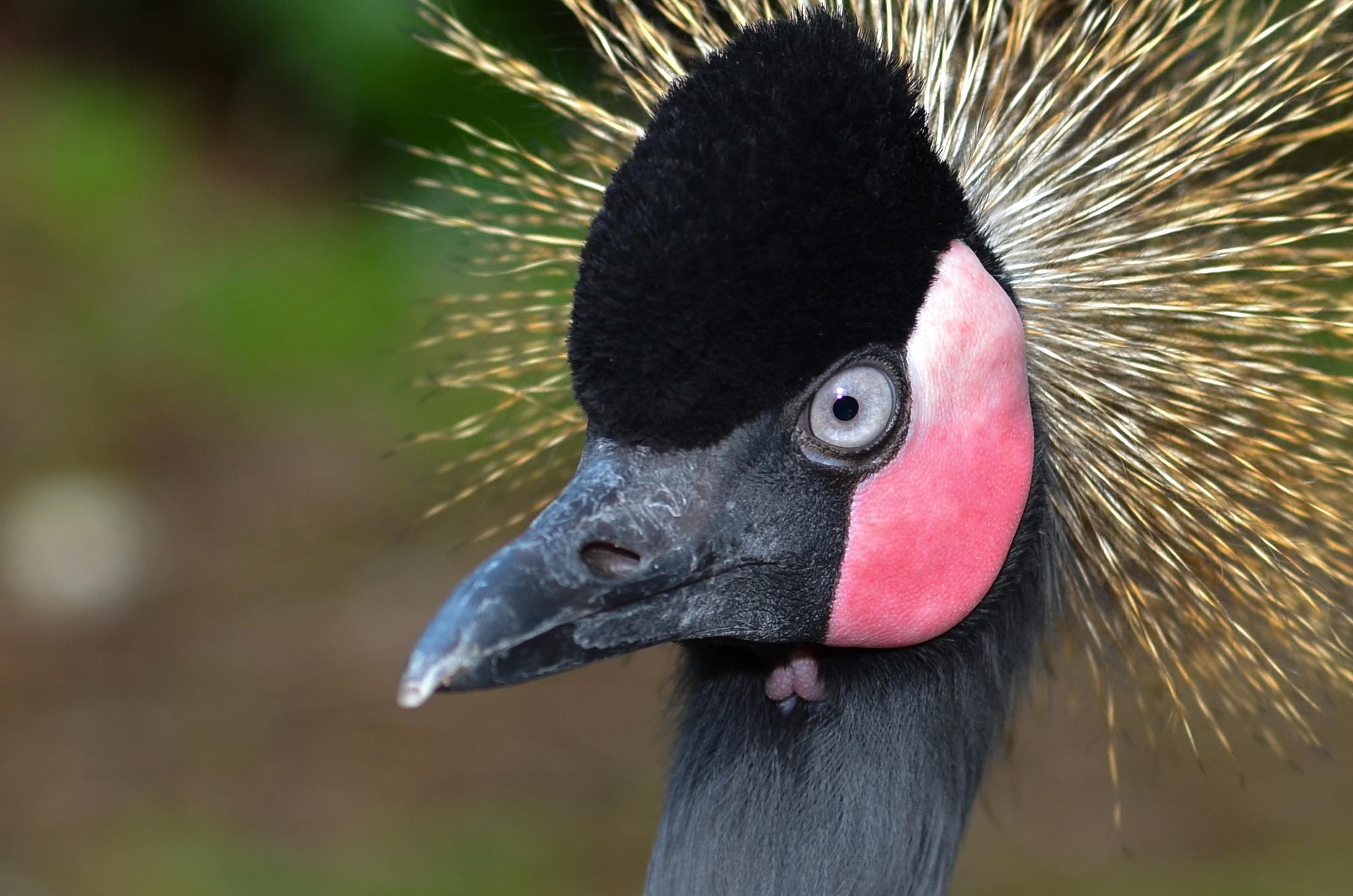
Sếu vương miện đen
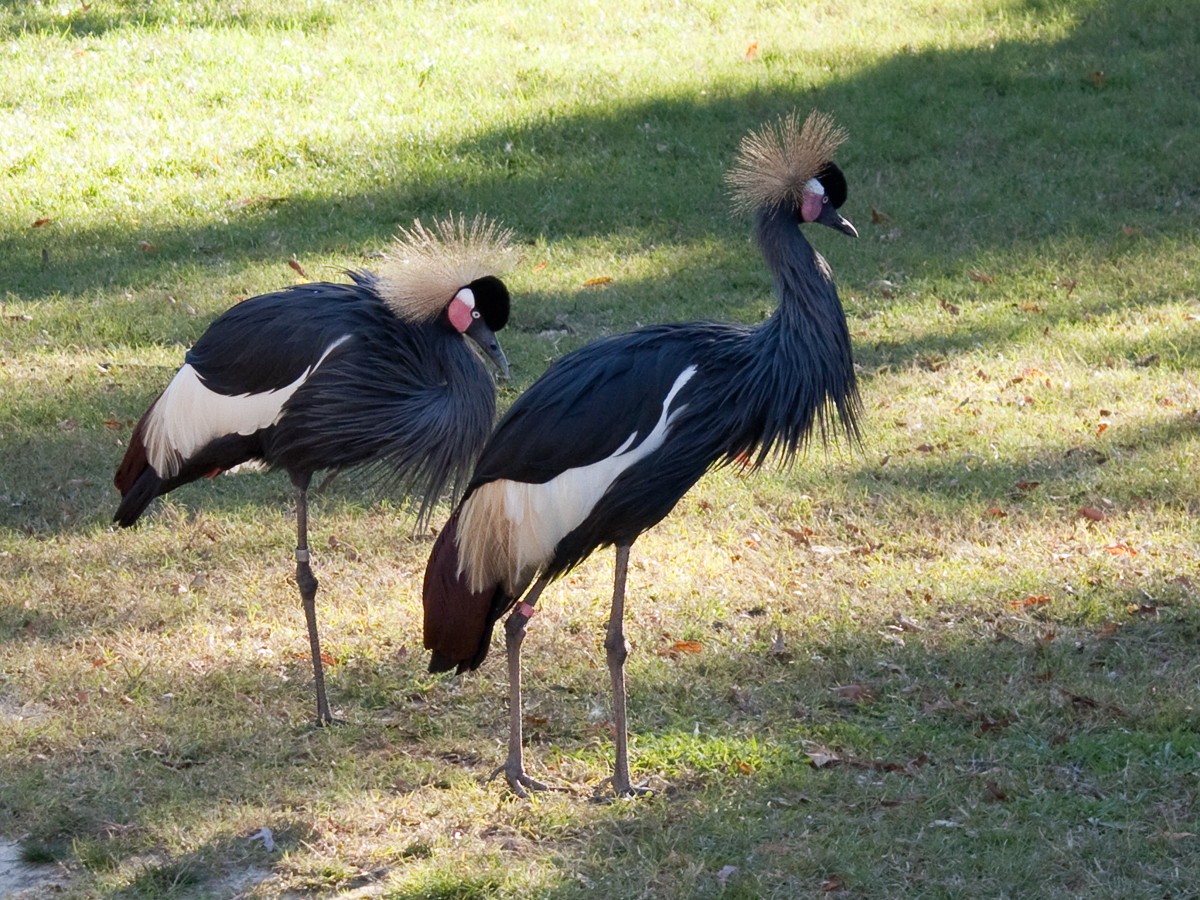
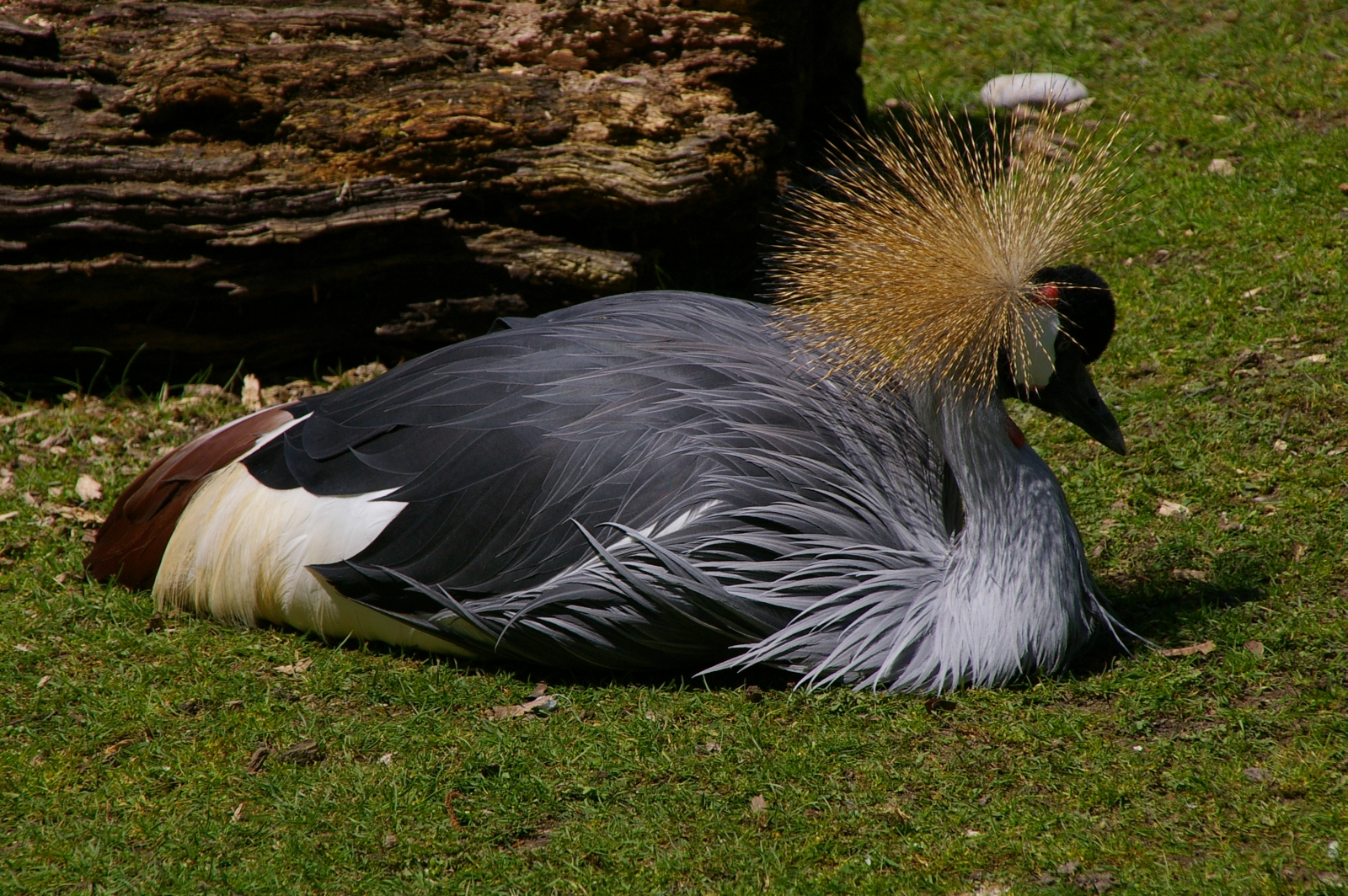
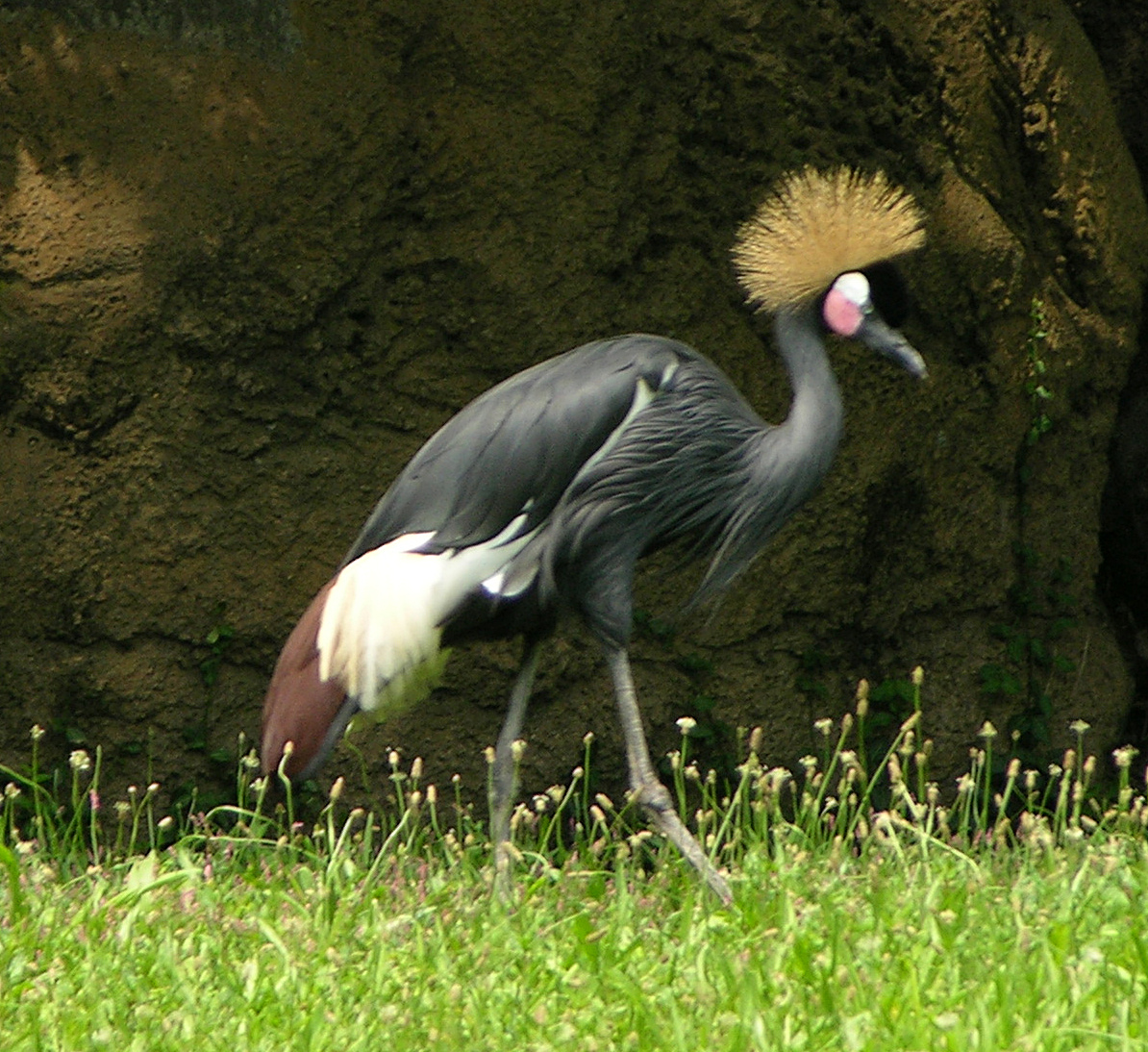
Sếu vương miện đen
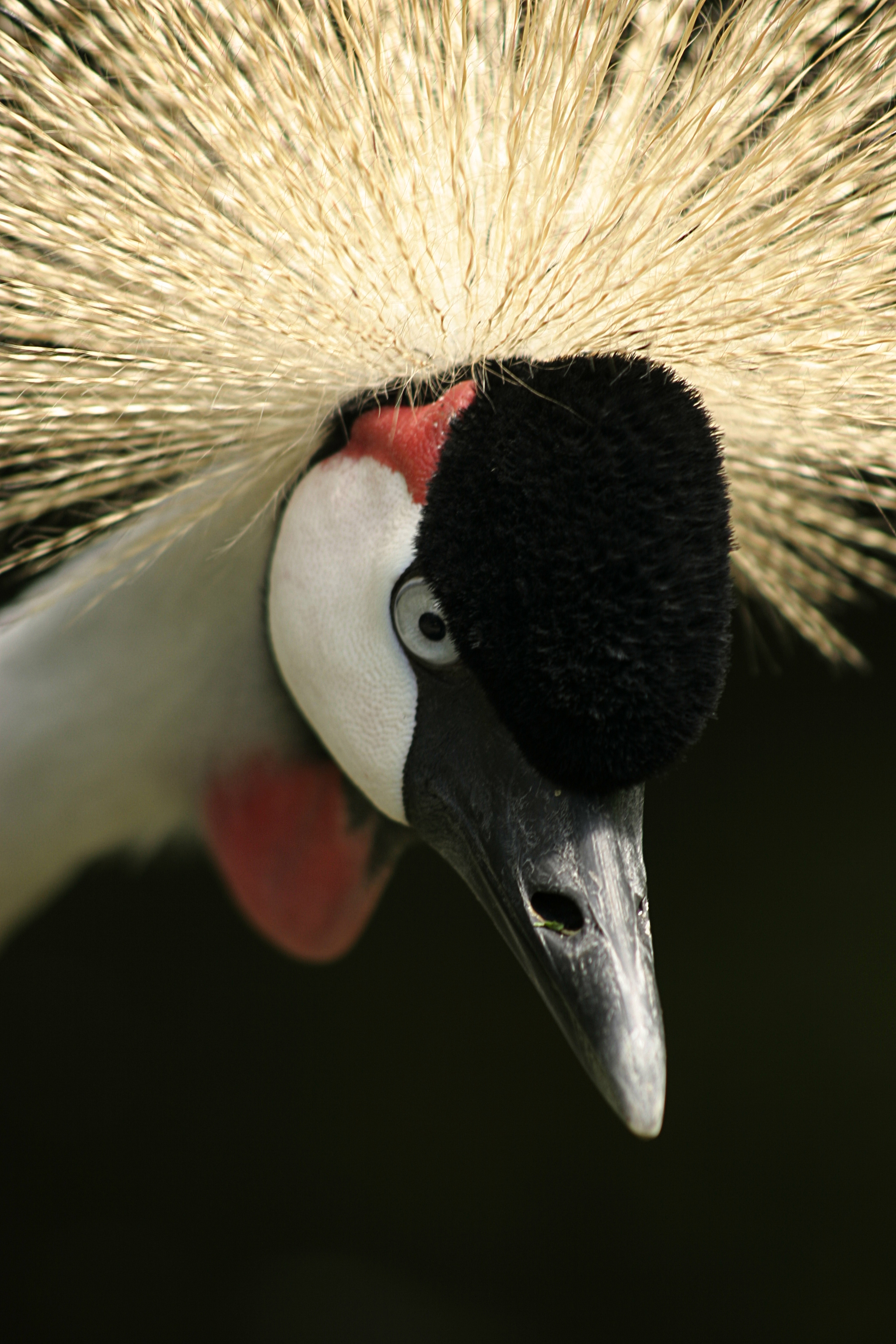
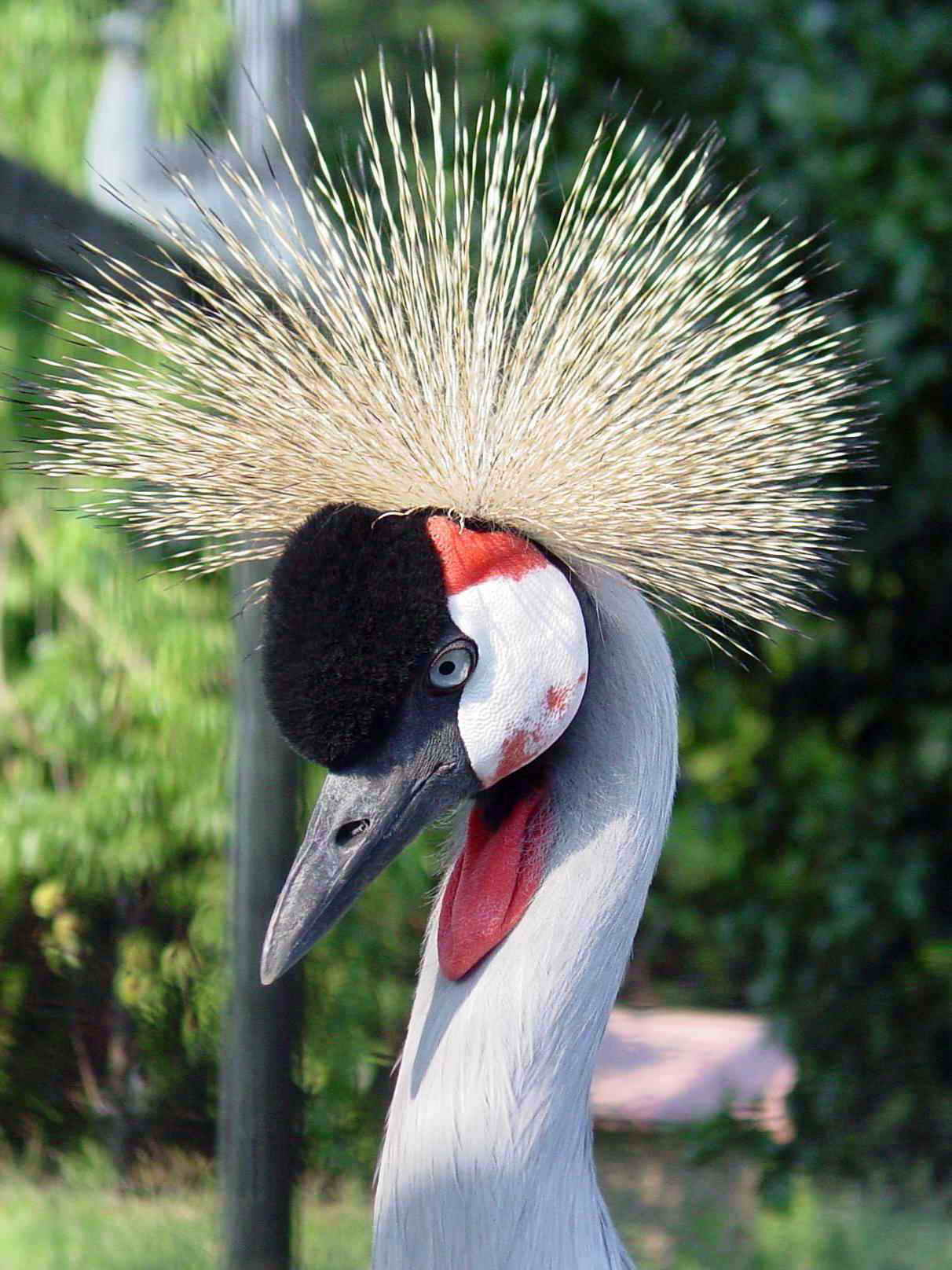